# Rincón de San Jerónimo
Rincón de San Jerónimo är en ort i Mexiko.   Den ligger i kommunen Hidalgo och delstaten Michoacán de Ocampo, i den södra delen av landet, 160 km väster om huvudstaden Mexico City. Rincón de San Jerónimo ligger 2 150 meter över havet och antalet invånare är 280.
Terrängen runt Rincón de San Jerónimo är huvudsakligen kuperad. Rincón de San Jerónimo ligger nere i en dal. Runt Rincón de San Jerónimo är det ganska tätbefolkat, med 90 invånare per kvadratkilometer. Närmaste större samhälle är Ciudad Hidalgo, 11,2 km öster om Rincón de San Jerónimo. I omgivningarna runt Rincón de San Jerónimo växer huvudsakligen savannskog.